# Фреден (остров)
Фре́ден — остров архипелага Земля Франца-Иосифа. Наивысшая точка острова — 165 метров. Административно относится к Приморскому району Архангельской области России.

## Расположение
Расположен в северо-восточной части архипелага, в составе островов Белая Земля. Ближайший крупный остров — Ева-Лив — находится в 8,5 километрах к северо-востоку от острова Фреден за проливом Сарса.

## Описание
Имеет овальную форму длиной 9 километров и шириной около 5 километров в центральной части. Всё территорию острова занимает ледник, возвышающийся на высоту 165 метров.
Назван в честь немецкого специалиста по морскому делу Вильгельма Фредена.

### Близлежащие малые острова
В 3 километрах к северу от острова Фреден лежит небольшой округлый остров Аделаиды, названный так в честь Аделаиды, матери Фритьофа Нансена.